# Jimmy Reed at Soul City
Jimmy Reed at Soul City — студійний альбом американського блюзового музиканта Джиммі Ріда, випущений у 1964 році лейблом Vee-Jay.

## Опис
Цей альбом Джиммі Ріда був записаний у липні-серпні 1964 року на лейблі Vee-Jay і спродюсований Келвіном Картером. У записах пісень взяли участь гітаристи Едді Тейлор та Г'юберт Самлін; басист і ударник невідомі. 
Пісні «Help Yourself», «I'm Going Upside Your Head», «I Wanna Be Loved» і «Left Handed Woman» були випущені на синглах, однак до чартів не потрапили. Попри назву, альбом не концертний, а студійний (на сингл версіях були накладені записи «живої» аудиторія).

## Список композицій
1. «I'm Going Upside Your Head» (Джонні Мей Дансон) — 2:45
2. «The Devil's Shoestring Part II» (Джонні Мей Дансон) — 2:44
3. «Help Yourself» (Джиммі Рід) — 2:39
4. «Going Fishing (Ain't Got No Pole)» (Джиммі Рід) — 2:43
5. «I Wanna Be Loved» (Джонні Мей Дансон) — 2:26
6. «Wear Something Green» (Джиммі Рід) — 2:20
7. «Left Handed Woman» (Джиммі Рід) — 2:34
8. «A New Leaf» (Джиммі Рід) — 2:45
9. «Fifteen Years» (Джиммі Рід) — 2:47
10. «Things Ain't What They Used To Be» (Джиммі Рід) — 2:47
11. «When You're Doing Alright» (Джонні Мей Дансон) — 3:45
12. «You've Got Me Waiting» (Джонні Мей Дансон) — 2:41

## Учасники запису
- Джиммі Рід — вокал, губна гармоніка, гітара
- Г'юберт Самлін, Едді Тейлор — гітара

Технічний персонал
- Келвін Картер — продюсер
- Джордж Вайтмен — дизайн